# 仙台市立長町南小学校
仙台市立長町南小学校（せんだいしりつ ながまちみなみしょうがっこう）は、宮城県仙台市太白区にある公立小学校である。

## 沿革
- 1990年（平成2年）4月1日 - 長町、西多賀、鹿野、大野田の各小学校から分離され、仙台市内114番目の小学校として開校。この4校から約600名、更に最初の新入生を合わせた715名で、スタートを切った[1]。
- 2000年（平成12年） - 開校10周年記念式典挙行[1]。
- 2010年（平成22年） - 開校20周年記念式典挙行[1]。

## 学区
出典
- 泉崎1丁目
- 泉崎2丁目
- 鹿野3丁目
- 長町5丁目（2番、10番、12番の一部、13番）
- 長町6丁目
- 長町7丁目（20～24番）
- 長町南1丁目
- 長町南3丁目（1～32番）
- 長町南4丁目（1～19番）

## 進学先中学校
出典
- 仙台市立長町中学校 - 鹿野3丁目、長町5丁目（2番、10番、12番の一部、13番）、長町6丁目、長町7丁目（20～24番）、長町南1丁目、長町南3丁目（1～32番）、長町南4丁目（1～19番）から通う児童の進学先中学校
- 仙台市立富沢中学校 - 泉崎1丁目、泉崎2丁目から通う児童の進学先中学校

## 周辺
太白区中心部に位置する。
- 宮城県計量検定所 - 敷地が隣接。
- 仙台南県税事務所 - 宮城県計量検定所に隣接。
- 三井ショッピングパーク・ララガーデン長町 - 仙台市道をはさんで、敷地が隣接。
  - 仙台市子育てふれあいプラザ長町南
- ザ・モール仙台長町 - 1号館は仙台市道をはさんで、敷地が隣接。
- もりのなかま保育園長町園 - 進学前保育園のひとつ。
- 仙台市地下鉄南北線長町南駅
- 太白区役所
- 仙台南郵便局
- 地域の森ミュージアム
- このほか、マンション・アパートや小中規模の公園も点在。

## アクセス
- 仙台市地下鉄南北線長町南駅（西3出口）から、学校正門まで、徒歩約300m・約5分（ロン・アチーブ長町南脇の道路を移動した最短ルートを移動した場合）。
- 仙台市営バス・宮城交通バスで、「長町南駅・太白区役所前」停留所より、
  - 1番・2番・3番・4番のりば・長町ループバス「ながまちくん」富沢方面行のりばから、徒歩約385m前後・約6分。
  - 6番・7番・8番・9番・10番のりば・長町ループバス「ながまちくん」長町方面行のりばから、徒歩約340m前後・約5分。
    - いずれも、ロン・アチーブ長町南脇の道路を移動した最短ルートを移動した場合。なお、6番・7番・8番・9番・10番のりば・長町ループバス「ながまちくん」長町方面行のりばからは、シティハウス長町南ステーションコート付近の横断歩道を経由する必要があるため、1番・2番・3番・4番のりば・長町ループバス「ながまちくん」富沢方面行のりばより、若干遠回りとなる。